# (238) Hypatia
(238) Hypatia – planetoida z pasa głównego asteroid okrążająca Słońce w ciągu 4 lat i 352 dni w średniej odległości 2,91 j.a. Została odkryta 1 lipca 1884 roku w Berlińskim Obserwatorium przez Viktora Knorre. Nazwa planetoidy pochodzi od Hypatii z Aleksandrii, neoplatońskiej filozofki i matematyczki, zwanej „męczennicą nauki”.